# Rak wodny

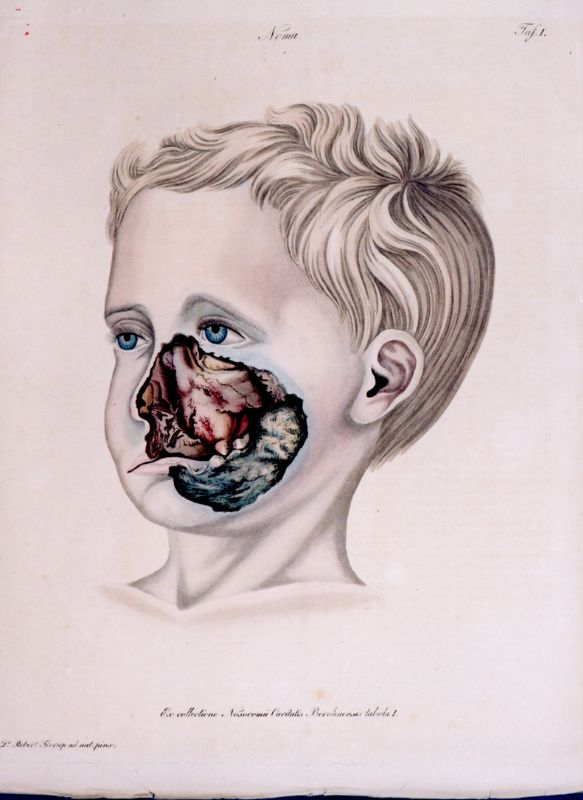
Rycina z 1836 roku przedstawiająca chorobę

Rak wodny (łac. noma, cancrum oris) – bakteryjne, zgorzelinowe zapalenie śluzówek jamy ustnej, powodujące m.in. zniszczenie policzka i jamy ustnej, spotykane w przypadkach poważnego niedożywienia.

## Patomechanizm i czynniki etiologiczne
Proces zgorzelinowo-martwiczy, rozszerzając się, niszczy coraz rozleglejsze obszary tkanek jamy ustnej, warg, dziąseł i policzków. Najczęściej spotykanym rodzajem bakterii odpowiedzialnym za martwicę tkanek są bakterie z rodzaju Fusobacterium. Szczególną postacią jest rak wodny noworodków (łac. noma neonatorum), pojawiający się u przedwcześnie urodzonych noworodków, objawiający się zgorzelinowym zapaleniem skóry twarzy i śluzówek jamy ustnej, powodowanych zwykle przez bakterie z rodzaju Pseudomonas. Niekiedy nazwa ta jest używana w odniesieniu do zmian zgorzelinowych sromu (łac. noma vulvae).
Nazwa gr.-łac. pochodzi od greckiego νομή (nome) – „pastwisko, pasza, żywność, pożeranie, pochłanianie” (analogia do „pożerania” tkanek przez chorobę), natomiast nazwa polska (podobnie jak druga nazwa łacińska) nawiązuje do makroskopowego podobieństwa zmian chorobowych, przypominających zniszczenie ust przez zaawansowany naciek nowotworowy. Nazwę noma wprowadził Baron w 1816 roku.

## Historia

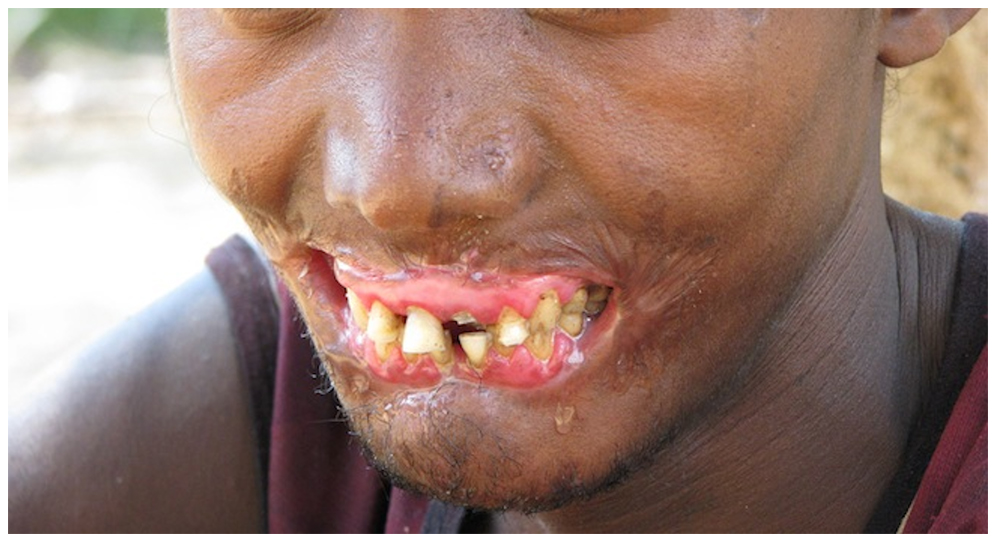
Zniszczenia okołoustne spowodowane rakiem wodnym

Opisy choroby mogącej odpowiadać rakowi wodnemu znane są z pism starożytnych lekarzy. Pierwszy, bardziej szczegółowy opis tego schorzenia jako odrębnej jednostki chorobowej podał w 1595 niderlandzki chirurg i lekarz miejski Carel Baten zwany Carolusem Battusem (1540-1617). W XVIII i XIX w. było ono dość rozpowszechnione w Europie. Choroba występowała w gettach i w niemieckich nazistowskich obozach koncentracyjnych w czasie II wojny światowej. Obecnie stanowi problem w niektórych krajach afrykańskich i południowoamerykańskich, wśród niedożywionej ludności żyjącej w złych warunkach higienicznych (zwłaszcza dzieci). Często stanowi powikłanie choroby głodowej, oraz zakażenia wirusem HIV. Ocenia się, że na raka wodnego zapada corocznie ok. 100 000 osób, a śmiertelność wynosi ok. 70–90%.

## Przebieg choroby i jej leczenie
Współcześnie choroba przebiega w kilku etapach, zwykle dotyczy dzieci w wieku od 2 do 5 lat, cierpiących na objawy niedożywienia, zwłaszcza niedostatecznej podaży białek (kwashiorkor).
W pierwszej fazie pojawiają się objawy zapalenia dziąseł i błony śluzowej policzków ulegającej owrzodzeniom. Zmianom tym towarzyszy odrażający zapach. W późniejszym okresie martwica obejmuje tkanki miękkie policzka, powstają przetoki i dochodzi do obnażenia zębów i dziąseł oraz do utraty zębów. W przypadku przeżycia choroby, pozostają rozległe zniekształcenia twarzy i warg, wymagające leczenia chirurgicznego.
Leczenie schorzenia polega przede wszystkim na zapewnieniu właściwego odżywienia i higieny oraz leczeniu przeciwbakteryjnym (antybiotyki i inne chemioterapeutyki), a w dalszej kolejności na leczeniu chirurgicznym (w tym także chirurgii plastycznej).